# Давид Бурлюк
Давѝд Давѝдович Бурлю̀к (на руски: Давид Давидович Бурлюк) е украински художник, поет и критик, работил главно в Русия и Съединените американски щати.
Роден е на 21 юли (9 юли стар стил) 1882 година в Семиротившчина, Харковска губерния, в семейството на управител на имение. Негови братя са художникът Владимир Бурлюк и поетът Николай Бурлюк, а негова сестра – художничката Людмила Бурлюк-Кузнецова. Учи рисуване в Казан и Одеса, а след това в Германия и Франция. Връща се в Руската империя през 1907 година и се включва в артистичния авангард, става един от основателите на творческата група „Гилея“, която поставя началото на футуризма в Руската империя. По време на Гражданската война емигрира в Япония, а през 1922 година се установява в Съединените щати, където остава до края на живота си.
Давид Бурлюк умира на 15 януари 1967 година в Саутхамптън.